# Doutrina Paasikivi-Kekkonen

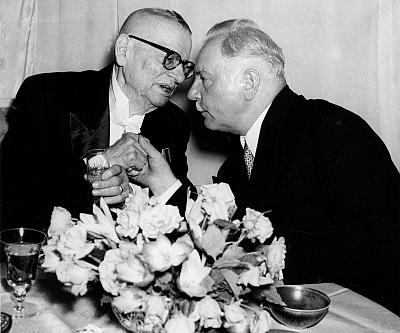
O presidente finlandês J.K. Paasikivi reunido com Kliment Voroshilov, chefe do presídio do Soviete Supremo. Fotografia de 1960.

A doutrina Paasikivi-Kekkonen é uma doutrina de política externa estabelecida pelo presidente finlandês Juho Kusti Paasikivi e continuada pelo seu sucessor Urho Kekkonen, visando a sobrevivência da Finlândia como um país soberano, democrático e capitalista independente nas vizinhanças da União Soviética.
O principal arquiteto da política externa de neutralidade pós-guerra da Finlândia foi Juho Kusti Paasikivi, que foi presidente de 1946 a 1956. Urho Kekkonen, presidente de 1956 a 1981, desenvolveu essa política, enfatizando que a Finlândia deveria ter uma neutralidade ativa e não passiva.

## Antecedentes
A Finlândia e a União Soviética assinaram o Tratado de Paz de Paris em fevereiro de 1947, o qual, além das concessões do Tratado de Paz de Moscovo, previa a limitação do tamanho das Forças Armadas da Finlândia, a cessão à União Soviética da área de Petsamo na costa ártica, o arrendamento da península de Porkkala a 30 km de Helsínquia aos soviéticos para uso como base naval por 50 anos (retornada em 1956) e 300 milhões de dólares em ouro como compensação de guerra aos soviéticos (dinheiro estimado em 570 milhões de dólares em 1952, o ano em que os pagamentos terminaram).
Em abril de 1948, a Finlândia assinou um Acordo de Amizade, Cooperação e Assistência Mútua com a União Soviética. Sob este pacto de assistência mútua, a Finlândia foi obrigada, com a ajuda da União Soviética, a resistir aos ataques armados da "Alemanha ou dos seus aliados" (isto é, a OTAN) contra a Finlândia ou contra a União Soviética, através da Finlândia. Ao mesmo tempo, o acordo reconhecia o desejo da Finlândia de permanecer fora dos conflitos das grandes potências. Esse acordo foi renovado por 20 anos em 1955, em 1970 e novamente em 1983. Isso permitiu à Finlândia manter a sua independência em assuntos internos, por exemplo, um sistema parlamentar multipartidário, e não se unir ao bloco soviético. No entanto, a adesão à OTAN ou a outra aliança com o Ocidente estava fora de questão e a política externa era muitas vezes limitada.

## Crítica
Os finlandeses contemporâneos criticavam com frequência a doutrina Paasikivi-Kekkonen por tender a uma "liturgia" de bons relacionamentos. Além disso, a política estava fortemente ligada à pessoa do presidente Kekkonen, que consequentemente explorou a sua posição como "garantidor das relações soviéticas" contra opositores políticos.
A crítica subsequente incluiu, entre outros, os seguintes pontos:
- A União Soviética não considerou a Finlândia um país neutro, mas "lutou para ser neutra". Embora Kekkonen fosse bem-sucedido em reter o poder soberano sobre assuntos na Finlândia, a posição da Finlândia em assuntos internacionais, como a invasão da Checoslováquia, era muitas vezes ambígua ou amigável para os soviéticos. A União Soviética tinha uma missão diplomática extraordinariamente grande na Finlândia e Kekkonen comunicava com a União Soviética através do chefe da estação da KGB em vez de através de canais diplomáticos regulares. Os soviéticos intervieram na política finlandesa de várias maneiras, por exemplo, através do Partido Comunista da Finlândia.
- A política tinha pouco respeito no Ocidente. Os elementos da política externa ocidental e do pessoal militar não conheciam a política ou presumiam que era um fracasso desde o início. Com relação ao primeiro, sabia-se que oficiais militares britânicos haviam perguntado quantas tropas soviéticas havia na Finlândia. Em relação a este último, as armas nucleares foram treinadas em alvos na Finlândia, com a suposição de que qualquer possível resistência finlandesa a uma invasão soviética seria um fracasso.
- Houve cooperação velada entre o governo finlandês e as agências de inteligência ocidentais. A CIA poderia financiar o anticomunista Partido Social-Democrata da Finlândia, um partido importante, muitas vezes um líder do governo, embora tenha se tornado gradualmente um partido pró-soviético no final da década de 1960, com muitos esquerdistas radicais mantendo posições influentes entre outros partidos semelhantes. Também houve cooperação de inteligência militar, por exemplo, permitindo que os voos da SIGINT inspecionassem a rede de radares soviética e fornecessem dados sísmicos para detetar testes nucleares soviéticos.

## Fim
Os finlandeses responderam cautelosamente em 1990-91 ao declínio do poder soviético e à subsequente dissolução da URSS. Unilateralmente anularam as restrições impostas pelos tratados de 1947 e 1948, com exceção da proibição de adquirir armas nucleares, juntando-se às preocupações dos países nórdicos no golpe contra o líder soviético Mikhail Gorbachev e dando um fôlego não oficial à independência dos países bálticos.
Ao substituir o pacto de assistência mútua soviético-finlandês por tratados de cooperação geral e comércio, os finlandeses são colocados em pé de igualdade e mantêm uma relação bilateral amistosa. A Finlândia passou a promover ligações comerciais transfronteiriças e promove o seu potencial como porta de entrada comercial para a Rússia.